# پائونیا (کلرادو)
پائونیا (به انگلیسی: Paonia) شهری در ایالت کلرادو کشور ایالات متحده آمریکا است که جمعیت آن در سرشماری سال ۲۰۱۰ میلادی، ۱٬۴۵۱ نفر بوده‌است.